# Pride and the Man
Pour plus de détails, voir Fiche technique et Distribution.
Pride and the Man est un film américain réalisé par Edward Sloman et sorti en 1917.

## Synopsis
Un joueur de boxe abandonne le ring pour épouser la femme qu'il aime.

## Fiche technique
- Titre original : Pride and the Man
- Réalisation : Edward Sloman
- Scénario : William Russell
- Production : American Film Company
- Date de sortie : 
  - États-Unis : 30 juillet 1917

## Distribution
- William Russell : Jack Hastings
- Francelia Billington : Thelma Everett
- Clarence Burton : Jim Gibson
- George Fisher : Warren Leonard
- Antrim Short : Shorty
- Al Kaufman : Hogan
- Tom Moran : Jim Burke
- Paul Weigel : George Everett